# مطار بورتسودان الدولي

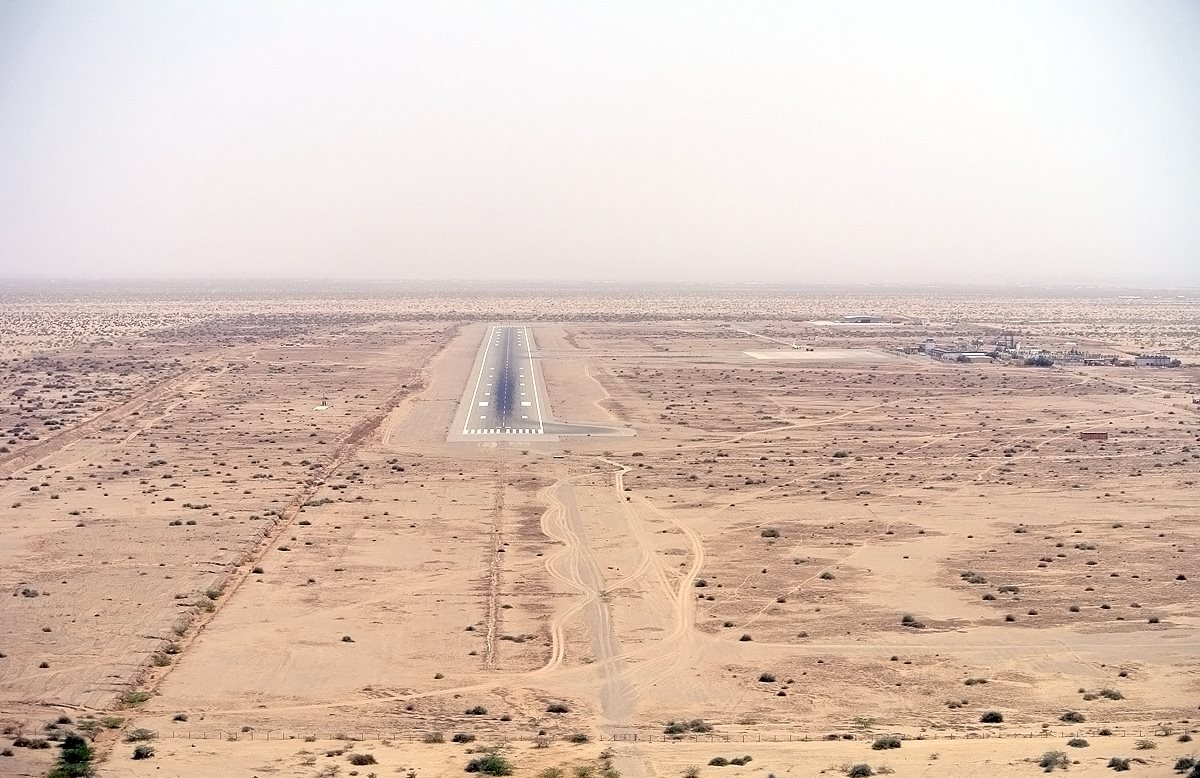
مدرج مطار بورتسودان

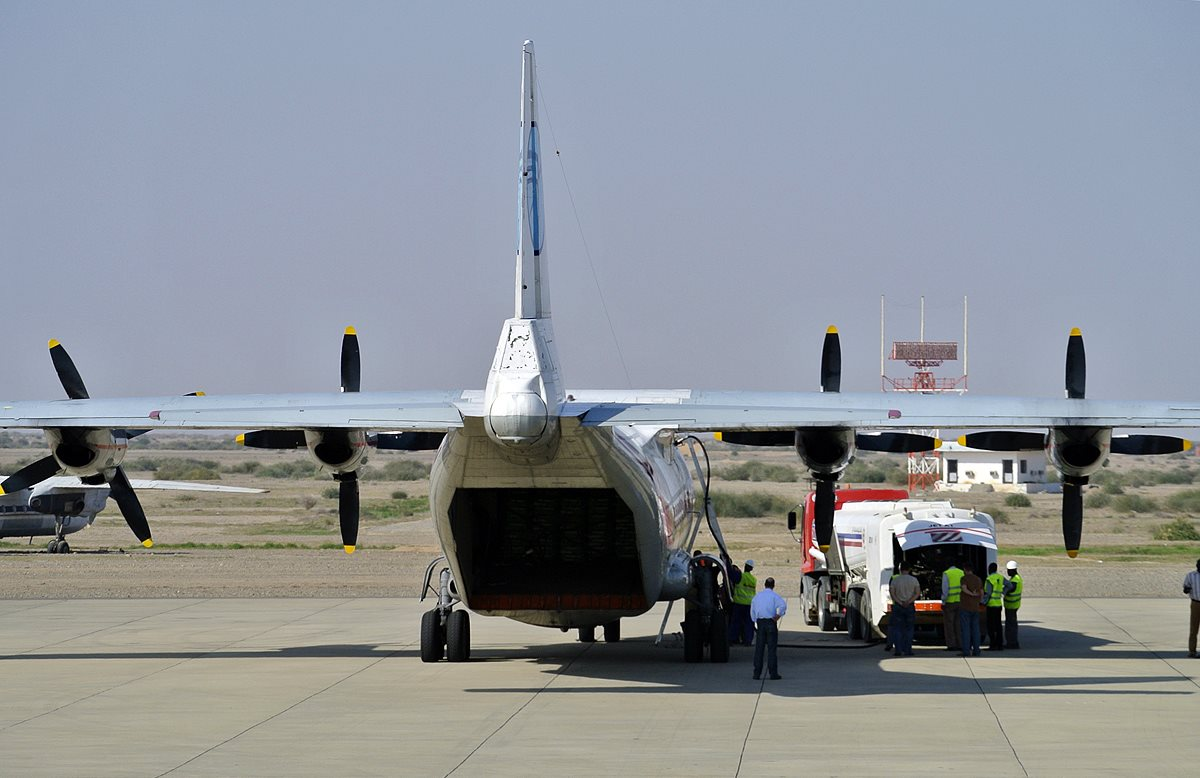
طائرة في مهبط مطار بورتسودان

مطار بورتسودان الدولي (إياتا: PZU، إيكاو: HSPN) هو مطار دولي يخدم مدينة بورتسودان في ولاية البحر الأحمر بالسودان.
يعتبر ثاني أكبر مطار في السودان بعد مطار الخرطوم الدولي. تم افتتاحه رسمياً في عام 1992. وهو مطار مجهز بكافة التجهيزات الملاحية والأرضية الحديثة. تقوم سلطة الطيران المدني في البلاد بتشغيل هذا المطار. كما أنه يستقبل طرازات مختلفة من الطائرات المدنية والعسكرية. يبعد هذا المطار حوالي 20 كلم عن وسط مدينة بورتسودان.

## شركات الطيران
| شركات الطيران   | الوجهات               |
| --------------- | --------------------- |
| بدر للطيران     | الخرطوم، جدة، القاهرة |
| تاركو للطيران   | الخرطوم               |
| الخطوط السعودية | جدة                   |
| فلاي دبي        | دبي                   |

## أحداث
في 28 ماي 2019، إقتحم مجموعة من المواطنين السودانيين مدرج المطار وقاموا بإيقاف إقلاع طائرة تابعة للخطوط السعودية كشكل من أشكال الاحتجاج، ولاحقاً صرحت الخطوط السعودية بأن طائرتها تمكنت من الإقلاع ومغادرة المطار.